# Aceratium pachypetalum
Aceratium pachypetalum là một loài thực vật có hoa trong họ Côm. Loài này được Schltr. mô tả khoa học đầu tiên năm 1916.